# 191
Évszázadok: 1. század – 2. század – 3. század
Évtizedek: 140-es évek – 150-es évek – 160-as évek – 170-es évek – 180-as évek – 190-es évek – 200-as évek – 210-es évek – 220-as évek – 230-as évek – 240-es évek
Évek: 186 – 187 – 188 – 189 –  190 – 191 – 192 – 193 – 194 – 195 – 196

## Események

### Római Birodalom
- Popilius Pedo Apronianust és Marcus Valerius Bradua Mauricust választják consulnak.
- Hatalmas, több napon át tomboló tűzvész Rómában. Meggsemmisül a Béke temploma, a Vesta-templom és a császári palota egy része.
- Commodus császár kivégezteti korábban hűtlenség miatt Caprira száműzött feleségét, Bruttia Crispinát.

### Pártus Birodalom
- 44 évi uralkodás után meghal IV. Vologaészész. Utóda fia, V. Vologaészész.

### Kína
A Csanganba visszahúzódó Tung Cso rémuralommal igyekszik fenntartani hatalmát, ezrével kínoztatja halálra a hadifoglyokat vagy a neki nem engedelmeskedő tisztviselőket és közembereket. Eközben az ellene szerveződő koalíció a belső ellentétek miatt széthullik és a hadurak egymásnak esnek. Csi és Csing tartományok kormányzói között lezajlik az első jelentős csata, amely az állam széthullását és az elkövetkező kaotikus viszonyokat vetíti előre.  

## Halálozások
- IV. Vologaészész, pártus király
- Bruttia Crispina, Commodus felesége
- Szun Csien, kínai hadvezér

## Fordítás
- Ez a szócikk részben vagy egészben  a(z)   191 című francia Wikipédia-szócikk ezen változatának fordításán alapul.  Az eredeti cikk szerkesztőit annak laptörténete sorolja fel. Ez a jelzés csupán a megfogalmazás eredetét és a szerzői jogokat jelzi, nem szolgál a cikkben szereplő információk forrásmegjelöléseként.